# Полёт начинается с земли
«Полёт начинается с земли» — советский 2-серийный телефильм 1980 года снятый на киностудии «Арменфильм» режиссёром Нерсесом Оганесяном.

## Сюжет
Действие разворачивается в провинциальном городке, куда по приглашению фронтового друга, начальника местного аэропорта, приезжает знаменитый летчик. Многое в этом узко-семейном мирке ему чуждо и непонятно. Он самым решительным образом включается в борьбу против бесхозяйственности.

## В ролях
- Хорен Абрамян — Хорен Абгарян
- Армен Джигарханян — Армен Джидарян
- Люся Оганесян — Лена, жена Хорена
- Анаит Топчян — Анаит
- Ашот Меликджанян — Армен, сын Хорена
- Армен Хостикян — Бадикян
- Леонард Саркисов — Николян
- Татьяна Власова — Таня
- Флора Мартиросян — сотрудница справочного бюро аэропорта
- Верджалуйс Мириджанян — сотрудница справочного бюро аэропорта
- София Саркисян — сотрудница аэропорта
- Джемма Карагезян — сотрудница аэропорта
- Геворг Асланян — пассажир
- Вардуш Степанян — пассажирка

## Критика
Мне кажется, несколько недооценена его двухсерийная телевизионная лента «Полет начинается с земли» (1979 г.), где удались два образа друзей в исполнении Х. Абрамяна и А. Джигарханяна — они во многом антиподы и по характеру, и по жизненным позициям, но, благодаря ценным психологическим извлечениям, не представляется возможным прийти к поспешным однозначным оценкам режиссер тщательно рассматривает издержки позиции каждого из этих персонажей, не навешивая на них никаких ярлыков. Но, наверное, впечатление от картины в целом скрадывалось из-за некоторой растянутости повествования и ритмических сбоев, ощутимых в ряде эпизодов.— Тесный кадр / С. Г. Асмикян. — Ереван: Анаит, 1992. — 219 с. — с. 189